# 志賀隆生
志賀 隆生（しが たかお、1951年 - ）は、日本のライター、編集者。妻は日本文学研究者の川崎賢子。

## 来歴
東京都生まれ。青山学院大学卒業。
山野浩一主催のNW-SFワークショップに参加し、そこで知り合った新戸雅章・永田弘太郎らとSF同人誌『SF論叢』を1974年に創刊。1982年-1986年まで9号刊行された、新時代社発行のSF評論雑誌『SFの本』の編集人をつとめる。
1985年に編集プロダクション「オブスキュアインク」を設立して、代表取締役。この頃、単身、上京してきた後の殊能将之が、ライター・編集者として居候していたこともある。

## 著書

### 単著
- 電子的迷宮 : 電子テクノロジーの神話学 志賀隆生 著 青弓社 1989
- マッキントッシュがヴィークルになる日 志賀隆生 著 ビー・エヌ・エヌ 1990
- ザウルス知的情報活用術 志賀隆生 著 毎日コミュニケーションズ 1995 (Mainichi communications multimedia books)
- 編集の教科書 志賀隆生 (著) 宣伝会議 2021/5/1

### 共著・編著
- わかりたいあなたのための現代思想・入門　小阪修平,竹田青嗣ほか著 1984 JICC出版局（のち、宝島社文庫）
- SFとは何か（笠井潔、新戸雅章との共著）　日本放送出版協会、1986年
- 中島みゆきの社会学 山内亮史、志賀隆生、大串夏身、林あまり、安原顕共著 青弓社 1988
- サイバーパンクハンドブック日本版 St.Jude, R.U.Sirius, Bart Nagel 著,志賀隆生 日本版監修,師岡亮子 [ほか]訳 ビー・エヌ・エヌ 1997
- Design,DTPのためのG4活用の鉄則。―for Power Mac G4 志賀隆生(編集), オブスキュアインク(編集)　エクシードプレス 2000/03
- デジタルビデオ標準ガイドブック (effects BOOKS) 小寺信良(著), 志賀隆生 著), 大河原浩一(著), effects編集部 (編集) エムディエヌコーポレーション  2000/7/1
- 文字組みとレイアウト―タテ組み・ヨコ組み・キャプション…プロの仕事に学ぶ版面設計技術  志賀隆生 (著), 北原志保 (著) ビー・エヌ・エヌ新社 2007/7/25
- フライヤーのレイアウト―映画・展覧会・演劇…目立つチラシのデザインテクニック  ビー・エヌ・エヌ新社 志賀隆生 (著, 編集), 市川水緒 (編集)　2007/11/30
- カタログ・パンフレットのレイアウト : フード・ファッション・プロダクト…美しい実例に学ぶデザイン術 志賀隆生, 市川水緒, 瀧坂亮 編 ビー・エヌ・エヌ新社 2009
- 絵師100人 100 masters of Bishojo painting 志賀隆生, 市川水緒, 瀧坂亮 編 ビー・エヌ・エヌ新社 2009
- 企業アピールのためのレイアウト : 会社案内・入社案内・アニュアルレポート…理念を可視化するCI・IRツール実例集 志賀隆生, 市川水緒, 瀧坂亮 編 ビー・エヌ・エヌ新社 2010
- ケータイサイトのレイアウト : 企業・キャンペーン・サービス・ブランディング…240pxのデザインテクニック 志賀隆生, 市川水緒, 瀧坂亮 編 ビー・エヌ・エヌ新社 2009
- girls ZINE : 女子のためのジン案内 志賀隆生, 市川水緒, 瀧坂亮 編 ビー・エヌ・エヌ新社 2010
- カードのレイアウト : 名刺・ショップカード・DMなどのおしゃれなデザイン実例集 志賀隆生, 市川水緒, 瀧坂亮 編 ビー・エヌ・エヌ新社 2010
- 学校アピールのためのレイアウト : 大学・専門学校-キャンパスライフを伝える学校案内実例集 志賀隆生, 市川水緒, 瀧坂亮 編 ビー・エヌ・エヌ新社 2011